# Cprime
Cprime, Inc es una firma global de consultoría ágil y tecnológica.
La empresa fue fundada en 2003 y tiene su sede en San Mateo, California.

## Historia
Cprime, Inc fue fundada en 2003 por Von (Chris) Holbrook, en Foster City, California.
Más tarde se convirtió de una LLC a una corporación en 2007 cuando Zubin Irani se unió a Von Holbrook como cofundador.
En 2009, se formó Cprime Training para brindar cursos y certificaciones de capacitación en gestión de proyectos.
Entre 2010 y 2013, la empresa se expandió a los servicios de consultoría Agile y Atlassian.
En 2014, Cprime se unió a Alten Group, una multinacional francesa de ingeniería y consultoría tecnológica.
En 2017, Cprime adquirió Blue Agility, una empresa estadounidense de consultoría y capacitación que se especializa en transformaciones de Scaled Agile Framework (SAFe).
En 2018, Cprime y Amazon Web Services (AWS) se asociaron y obtuvieron la acreditación como socio consultor avanzado.